# Баранівська сільська рада (Іванівський район)
Бара́нівська сільська́ ра́да — колишня адміністративно-територіальна одиниця та орган місцевого самоврядування в Іванівському районі Одеської області. Адміністративний центр — село Баранове.
Сільську раду очолювали: Нечепуренко Іван Гаврилович, Бондаренко Михайло Васильович, Виноградов Дмитро Васильович, Козак Володимир Архипович, Рудковський Віктор Григорович, Ляхович Адольф Никодимович, Грицак Микола Миколайович, Похлєбіна Надія Іванівна, Токар Лариса Федорівна (2006-2010), Кужельникова Наталія Вікторівна (2010-2019).

## Загальні відомості
- Територія ради: 76,96 км²
- Населення ради: 1 406 осіб (станом на 2001 рік)
- Територією ради протікає річка Малий Куяльник

## Історія
У 1962 році Баранівська сільська рада увійшла до складу Роздільнянського району.
Станом на 1 липня 1965 року Баранівська сільська Рада була частиною Роздільнянського району.

## Населені пункти
Сільській раді були підпорядковані населені пункти:
- с. Баранове
- с. Малинівка
- с. Причепівка
- с. Сухомлинове

## Населення
Згідно з переписом 1989 року населення сільської ради становило 1226 осіб, з яких 546 чоловіків та 680 жінок.
За переписом населення 2001 року в сільській раді мешкало 1399 осіб.

### Мова
Розподіл населення за рідною мовою за даними перепису 2001 року:
| Мова       | Відсоток |
| ---------- | -------- |
| українська | 84,64 %  |
| російська  | 5,05 %   |
| молдовська | 3,98 %   |
| гагаузька  | 0,36 %   |
| болгарська | 0,28 %   |

## Склад ради
Рада складалася з 16 депутатів та голови.
- Голова ради: Кужельникова Наталя Вікторівна
- Секретар ради: Дранченко Тетяна Іванівна

### Керівний склад попередніх скликань
| Прізвище, ім'я, по батькові    | Основні відомості                                                         | Дата обрання | Дата звільнення |
| ------------------------------ | ------------------------------------------------------------------------- | ------------ | --------------- |
| Токар Лариса Федорівна         | Сільський голова, 1960 року народження                                    | 26.03.2006   | 31.10.2010      |
| Кужельникова Наталя Вікторівна | Сільський голова, 1976 року народження, освіта вища, член Партії регіонів | 31.10.2010   | 22.12.2019      |

Примітка: таблиця складена за даними сайту Верховної Ради України

### Депутати
За результатами місцевих виборів 2010 року депутатами ради стали:

#### За суб'єктами висування
| Суб'єкт висування            | Кількість обраних депутатів | %    |
| ---------------------------- | --------------------------- | ---- |
| Партія регіонів              | 11                          | 68,8 |
| Комуністична партія України  | 2                           | 12,5 |
| Соціалістична партія України | 2                           | 12,5 |
| Самовисування                | 1                           | 6,3  |

#### За округами
| № округу                     | Прізвище, ім'я, по батькові     | Дата визнання обраним | Освіта  | Партійна приналежність             | Відомості про обраного депутата                                              |
| ---------------------------- | ------------------------------- | --------------------- | ------- | ---------------------------------- | ---------------------------------------------------------------------------- |
| Комуністична партія України  |                                 |                       |         |                                    |                                                                              |
| 13                           | Скрипник Олена Валентинівна     | 04.11.2010            | середня | позапартійна                       | фельдшерсько-акушерський пункт с. Сухомлинове, молодший обслуговчий персонал |
| 14                           | Карпишина Ганна Іванівна        | 04.11.2010            | вища    | позапартійна                       | тимчасово не працює                                                          |
| Партія регіонів              |                                 |                       |         |                                    |                                                                              |
| 1                            | Столмаченко Микола Степанович   | 04.11.2010            | середня | член Партії регіонів               | тимчасово не працює                                                          |
| 2                            | Столмаченко Микола Миколайович  | 04.11.2010            | середня | член Партії регіонів               | тимчасово не працює                                                          |
| 3                            | Дранченко Тетяна Іванівна       | 04.11.2010            | вища    | член Партії регіонів               | Баранівська сільська рада, секретар                                          |
| 4                            | Водленщук Любов Ярославівна     | 04.11.2010            | вища    | член Партії регіонів               | загальноосвітня школа I-III ст. с. Баранове, директор                        |
| 6                            | Афанасьєва Лариса Михайлівна    | 04.11.2010            | середня | член Партії регіонів               | ТОВ «Промінь», бухгалтер                                                     |
| 8                            | Маліцький Олександр Миколайович | 04.11.2010            | вища    | член Партії регіонів               | тимчасово не працює                                                          |
| 9                            | Постолов Петро Георгійович      | 04.11.2010            | середня | член Партії регіонів               | ТОВ «Промінь», агроном                                                       |
| 11                           | Бараташвілі Джамал Джабірович   | 04.11.2010            | вища    | член Партії регіонів               | Іванівська дитяча юнацька спортивна школа, викладач                          |
| 12                           | Резнюк Людмила Олександрівна    | 04.11.2010            | середня | член Партії регіонів               | поштове відділення с. Баранове, завідувачка                                  |
| 15                           | Цехмістер Валентина Петрівна    | 04.11.2010            | середня | член Партії регіонів               | ПП «Оксана», приватний підприємець                                           |
| 16                           | Аргатенко Оксана Миколаївна     | 04.11.2010            | середня | член Партії регіонів               | Баранівська сільська рада, діловод                                           |
| Соціалістична партія України |                                 |                       |         |                                    |                                                                              |
| 5                            | Рудковський Юрій Романович      | 04.11.2010            | середня | член Соціалістичної партії України | тимчасово не працює                                                          |
| 7                            | Михайлов Микола Васильович      | 04.11.2010            | середня | позапартійний                      | приватний підприємець                                                        |
| Самовисування                |                                 |                       |         |                                    |                                                                              |
| 10                           | Артеменко Тетяна Олександрівна  | 04.11.2010            | вища    | позапартійна                       | філія Цебриківського професійного аграрного ліцею, викладач діловодства      |